# Privilegi masculí

Símbol masculí.

El privilegi masculí és un concepte situat dins de l'àmbit de la sociologia per examinar els avantatges o els drets socials, econòmics i polítics que estan disponibles per als homes únicament en funció del seu gènere. L'accés d'un home a aquests beneficis pot variar depenent de com coincideixin amb la norma masculina hetero-patriarcal ideal de la seva societat. L'àrea feminista dels estudis sobre la dona durant la dècada de 1970 va produir els primers estudis acadèmics sobre el privilegi masculí. Aquests estudis van començar examinant les barreres existents contra la igualtat entre els gèneres. En dècades posteriors, els investigadors van començar a centrar-se en les inter-relacions i en la naturalesa superposada dels privilegis relacionats amb el gènere, la raça, la classe social, l'orientació sexual, i les normes de classificació social. El privilegi masculí sovint s'examina juntament amb el concepte de patriarcat dins del moviment feminista. L'ús de pronoms masculins per referir-se a tots dos gèneres en alguns idiomes es sol esmentar sovint com un exemple de la posició privilegiada dels homes, com pot ser la preferència dels fills per sobre de les filles en moltes cultures masculines i patriarcals.